# Émile Bonnet
Pour les articles homonymes, voir Bonnet.
Émile Bonnet, né le 22 septembre 1863 à Sète et mort le 26 janvier 1942 à Montpellier, est un avocat et historien français.

## Biographie
Émile Bonnet naît à Sète le 22 septembre 1863. Il étudie le droit et, après le doctorat, il enseigne à Montpellier à l'École de commerce. Il est directeur du Moniteur judiciaire du Midi. Il entame une carrière d'historien par des publications sur l'histoire, l'archéologie et la numismatique de l'Hérault. Il est élu à l'Académie des sciences et lettres de Montpellier, dont il publie le catalogue des collections. Il est élu président de la Société archéologique de Montpellier en 1932. Il est aussi membre du Comité de l'art chrétien de Nîmes à partir de 1927. Il meurt le 26 janvier 1942 à Montpellier.

## Publications
- Origine et transformations du nom de la ville de Cette, Montpellier, impr. de C. Boehm, 1890
- Les Débuts de l'imprimerie à Montpellier, Montpellier, G. Firmin et Montane, 1895
- Collections de la Société archéologique de Montpellier, Montpellier, impr. de J. Martel aîné, 1897
- L'Imprimerie à Béziers au XVIIe et au XVIIIe siècle, Béziers, impr. de J. Sapte, 1897 lire en ligne sur Gallica
- Bibliothèque de la ville de Montpellier. Monnaies, médailles, jetons et sceaux légués par le Dr C. Cavalier, Montpellier, impr. de L. Grollier père, 1898
- Bibliographie du diocèse de Montpellier, anciens diocèses de Maguelone-Montpellier, Béziers, Agde, Lodève et Saint-Pons-de-Thomières, Montpellier, impr. de G. Firmin et Montane, 1900
- Catalogue de la bibliothèque de l'Académie des sciences et lettres de Montpellier, Montpellier, impr. de Delord-Boehm et Martial, 1901
- L'Influence lombarde dans l'architecture romane de la région montpelliéraine, Paris, Impr. nationale, 1908
- Les Anglais en Languedoc (juillet 1710), Montpellier, Impr. générale du Midi, 1915

## Distinctions
- Chevalier de la Légion d'honneur (1935)